# پولادپیناری (توفان بی‌لی)
پولادپیناری (به ترکی استانبولی: Polatpınarı) یک منطقهٔ مسکونی در ترکیه است که در توفانبیلی واقع شده‌است.